# Клерівілл (Кентуккі)
Клерівілл (англ. Claryville) — переписна місцевість (CDP) в США, в окрузі Кемпбелл штату Кентуккі. Населення — 2992 особи (2020).

## Географія
Клерівілл розташований за координатами 38°54′51″ пн. ш. 84°24′37″ зх. д. / 38.91417° пн. ш. 84.41028° зх. д. (38.914093, -84.410330).  За даними Бюро перепису населення США в 2010 році переписна місцевість мала площу 17,98 км², уся площа — суходіл.

## Демографія
Згідно з переписом 2010 року, у переписній місцевості мешкало 2355 осіб у 840 домогосподарствах у складі 681 родини. Густота населення становила 131 особа/км².  Було 882 помешкання (49/км²).
Расовий склад населення:
| - 98,5 % — білих - 0,5 % — чорних або афроамериканців - 0,3 % — азіатів - 0,1 % — корінних американців |

До двох чи більше рас належало 0,5 %. Частка іспаномовних становила 0,6 % від усіх жителів.
За віковим діапазоном населення розподілялося таким чином: 26,1 % — особи молодші 18 років, 61,9 % — особи у віці 18—64 років, 12,0 % — особи у віці 65 років та старші. Медіана віку мешканця становила 40,1 року. На 100 осіб жіночої статі у переписній місцевості припадало 104,2 чоловіків;  на 100 жінок у віці від 18 років та старших — 100,1 чоловіків також старших 18 років.
Середній дохід на одне домашнє господарство  становив 81 449 доларів США (медіана — 71 677), а середній дохід на одну сім'ю — 82 763 долари (медіана — 75 556). Медіана доходів становила 46 521 долар для чоловіків та 43 920 доларів для жінок. За межею бідності перебувало 20,1 % осіб, у тому числі 41,5 % дітей у віці до 18 років та 0,0 % осіб у віці 65 років та старших.
Цивільне працевлаштоване населення становило 1126 осіб. Основні галузі зайнятості: освіта, охорона здоров'я та соціальна допомога — 29,8 %, роздрібна торгівля — 14,2 %, науковці, спеціалісти, менеджери — 12,8 %.